# Premi APCA
El Premi APCA (oficialment, en portuguès, Prêmio APCA) és un premi brasiler creat el 1956 per l'Associació Paulista de Crítics Teatrals (des de 1972, Associació Paulista de Crítics d'Art - APCA) amb focus en dotze àrees culturals: Arquitectura, arts visuals, cinema, dansa, literatura, moda, música erudita, música popular, ràdio, teatre, teatre infantil i televisió. És reconegut com el de major tradició en l'àmbit cultural brasiler.
Els guanyadors del Premi APCA són escollits anualment entre finals de novembre i començaments de desembre, durant la reunió dels crítics membres de la APCA. L'APCA es reuneix a la seu del Sindicat de Periodistes Professionals de l'Estat de São Paulo.
Algunes categories poden tenir una preselecció semestral de finalistes, d'acord amb la necessitat. Cada crític vota exclusivament en la seva àrea d'actuació. Cada àrea té un màxim de set categories, que poden sofrir alteracions a cada any d'acord amb l'opinió dels crítics (aquesta regla va passar a valer el 1999, doncs fins 1998 el número de categories que podrien ser creades era lliure).

## Guardonats

### Premi APCA de Cinema a la millor pel·lícula
| Any  | Títol                              | Direcció                                 |
| ---- | ---------------------------------- | ---------------------------------------- |
| 1973 | Os Inconfidentes                   | Joaquim Pedro de Andrade                 |
| 1974 | Cassy Jones, o Magnífico Sedutor   | Luís Sérgio Person                       |
| 1975 | O Anjo da Noite                    | Walter Hugo Khouri                       |
| 1976 | Relatório de Um Homem Casado       | Flávio Tambellini                        |
| 1977 | O Predileto                        | Roberto Palmari                          |
| 1978 | O Seminarista                      | Geraldo Santos Pereira                   |
| 1979 | Mar de Rosas                       | Ana Carolina                             |
| 1980 |                                    |                                          |
| 1981 | A Volta do Filho Pródigo           | Ipojuca Pontes                           |
| 1982 | Eros, O Deus do Amor               | Walter Hugo Khouri                       |
| 1983 | O Olho Mágico do Amor              | Ícaro Martins José Antonio Garcia        |
| 1984 | Sargento Getúlio                   | Hermanno Penna                           |
| 1985 | Memórias do Cárcere                | Nelson Pereira dos Santos                |
| 1986 | Avaeté - Semente da Vingança       | Zelito Viana                             |
| 1987 | No fou concedit                    | No fou concedit                          |
| 1988 | No fou concedit                    | No fou concedit                          |
| 1989 | No fou concedit                    | No fou concedit                          |
| 1990 | Festa                              | Ugo Giorgetti                            |
| 1991 | Corpo em Delito                    | Nuno César de Abreu                      |
| 1992 | Stelinha                           | Miguel Faria Jr.                         |
| 1993 | No fou concedit                    | No fou concedit                          |
| 1994 | Conterrâneos Velhos de Guerra      | Vladimir Carvalho                        |
| 1995 | Alma Corsária                      | Carlos Reichenbach                       |
| 1996 | No Rio Amazonas                    | Ricardo Dias                             |
| 1997 | Como Nascem os Anjos               | Murilo Salles                            |
| 1998 | A Ostra e o Vento                  | Walter Lima Jr.                          |
| 1999 | Central do Brasil                  | Walter Salles                            |
| 2000 | Santo Forte                        | Eduardo Coutinho                         |
| 2001 | Cronicamente Inviável              | Sergio Bianchi                           |
| 2002 | Bicho de Sete Cabeças              | Laís Bodanzky                            |
| 2003 | O Invasor                          | Beto Brant                               |
| 2004 | O Homem Que Copiava                | Jorge Furtado                            |
| 2005 | Entreatos                          | João Moreira Salles                      |
| 2005 | Peões                              | Eduardo Coutinho                         |
| 2006 | Cinema, Aspirinas e Urubus         | Marcelo Gomes                            |
| 2007 | O Céu de Suely                     | Karim Aïnouz                             |
| 2008 | Linha de Passe                     | Walter Salles                            |
| 2008 | Serras da Desordem                 | Andrea Tonacci                           |
| 2009 | A Festa da Menina Morta            | Matheus Nachtergaele                     |
| 2010 | Antes que o Mundo Acabe            | Ana Luiza Azevedo                        |
| 2011 | Bróder                             | Jeferson De                              |
| 2012 | Febre do Rato                      | Cláudio Assis                            |
| 2013 | O Som ao Redor                     | Kleber Mendonça Filho                    |
| 2014 | Praia do Futuro                    | Karim Aïnouz                             |
| 2015 | Que Horas Ela Volta?               | Anna Muylaert                            |
| 2016 | Aquarius                           | Kleber Mendonça Filho                    |
| 2017 | Corpo Elétrico                     | Marcelo Caetano                          |
| 2018 | Arábia                             | Affonso Uchôa, João Dumans               |
| 2019 | Bacurau                            | Kleber Mendonça Filho, Juliano Dornelles |
| 2020 | M8 - Quando a morte socorre a vida | Jeferson De                              |
| 2021 | Cabeça De Nêgo                     | Déo Cardoso                              |
| 2022 | Segredos do Putumayo               | Aurélio Michiles                         |
| 2023 | Retratos Fantasmas                 | Kleber Mendonça Filho                    |

### Premi APCA de Literatura a la millor novel·la brasilera
- 1972: A Casa da Paixão, de Nélida Piñon
- 1973: As Meninas, de Lygia Fagundes Telles
- 1974: As Fúrias Invisíveis, de Ricardo Ramos
- 1975: Zero, de Ignácio de Loyola Brandão
- 1976: Querô, Uma Reportagem Maldita, de Plínio Marcos / Abismo de Rosas, de Dalton Trevisan
- 1977: Ficções, de Hilda Hilst
- 1978: Noite Sobre Alcântara, de Josué Montello Um Copo de Cólera, de Raduan Nassar
- 1979: O Cobrador, de Rubem Fonseca
- 1980: A Discípula do Amor, de Lygia Fagundes Telles / O Centauro no Jardim, de Moacyr Scliar
- 1981: Ópera do Sabão, de Marcos Rey / Veias e Vinhos, de Miguel Jorge
- 1982: Florinda, de Heloisa Maranhão
- 1983: Einstein, o Minigênio, de Herberto Sales
- 1984: A República dos Sonhos, de Nélida Piñon
- 1985: Cantos Delituosos, de Judith Grossman
- 1986: A Face Horrível, de Ivan Ângelo
- 1987: O Ganhador, de Ignácio de Loyola Brandão
- 1988: Não há registro de premiação para este ano.
- 1989 Salvador Janta no Lamas, de Victor Giudice
- 1990: Onde Andará Dulce Veiga?, de Caio Fernando Abreu
- 1991: Não há registro de premiação para este ano.
- 1992: Memorial de Maria Moura, de Rachel de Queiroz
- 1993: Inimigas Íntimas, de Joyce Cavalcante
- 1994: Ana em Veneza, de João Silvério Trevisan / Os Filhos do Rio, de Paulo Condini
- 1995: Somos Pedras que se Consomem, de Raimundo Carrero
- 1996: O Rio do Meio, de Lya Luft
- 1997: Lealdade, de Márcio Souza
- 1998: Elas, de Lúcia Pimentel Góes / Lição da Noite, de Esdras do Nascimento
- 1999: Nur na Escuridão, de Salim Miguel
- 2000: O Doente Molière, de Rubem Fonseca
- 2001: Eles Eram Muitos Cavalos, de Luiz Ruffato
- 2002: O Riso da Agonia, de Plínio Cabral
- 2003: Mongólia, de Bernardo Carvalho
- 2004: O Enigma de Qaf, de Alberto Mussa
- 2005: Mamma Son Tanto Felice i O Mundo Inimigo, de Luiz Ruffato
- 2006: O Movimento Pendular, de Alberto Mussa
- 2007: O Filho Eterno, de Cristóvão Tezza
- 2008: Flores Azuis, de Carola Saavedra
- 2009: Rei do Cheiro, de João Silvério Trevisan
- 2010: Minha Mãe se Matou Sem Dizer Adeus, de Evandro Affonso Ferreira
- 2011: Mano, a Noite Está Velha, de Wilson Bueno
- 2012: O Céu dos Suicidas, de Ricardo Lísias
- 2013: Lívia e o Cemitério Africano, de Alberto Martins
- 2014: O Irmão Alemão, de Chico Buarque
- 2015: O Senhor Agora Vai Mudar de Corpo, de Raimundo Carrero
- 2016: Como Se Estivéssemos em Palimpsesto de putas, de Elvira Vigna
- 2017: Nunca Houve Tanto Fim como Agora, de Evandro Affonso Ferreira
- 2018: Entre as Mãos, de Juliana Leite
- 2019: Crocodilo, de Javier Arancibia Contreras
- 2020: No fou concedit
- 2021: Diga que não me conhece, de Flávio Cafiero
- 2022: Via Ápia, de Geovani Martins
- 2023: Onde Pastam os Minotauros, de Joca Reiners Terron.[5]

### Premi APCA de Música Popular
| Any  | Gran Premi de la Crítica | Millor Artista                     | Revelació                       |
| ---- | ------------------------ | ---------------------------------- | ------------------------------- |
| 1996 | Paulinho da Viola        | Zélia Duncan                       | Belô Velloso                    |
| 1997 | No fou concedit          | No fou concedit                    | No fou concedit                 |
| 1998 | Tom Zé                   | Nana Caymmi / Roberto Carlos       | M4J                             |
| 1999 | Lobão                    | Mônica Salmaso / Zeca Baleiro      | Rebeca Matta                    |
| 2000 | No fou concedit          | Bebel Gilberto / Wilson Simoninha  | Max de Castro                   |
| 2001 | Moacir Santos            | Cássia Eller / Seu Jorge           | Cordel do Fogo Encantado        |
| 2002 | No fou concedit          | Elza Soares / Jair Rodrigues       | Maria Rita                      |
| 2003 | No fou concedit          | Maria Bethânia / Zeca Baleiro      | Lan Lan                         |
| 2004 | No fou concedit          | Teresa Cristina / Seu Jorge        | No fou concedit                 |
| 2005 | No fou concedit          | Max de Castro                      | Rubinho Jacobina                |
| 2006 | No fou concedit          | Marisa Monte                       | Érika Machado                   |
| 2007 | No fou concedit          | Roberta Sá / Paulinho da Viola     | Marina de la Riva / Edu Krieger |
| 2008 | No fou concedit          | Nina Becker / Zé Renato            | Vitor Araújo                    |
| 2009 | No fou concedit          | Céu                                | Maria Gadú                      |
| 2010 | Inezita Barroso          | Teresa Cristina / Martinho da Vila | Karina Buhr                     |
| 2011 | Cauby Peixoto            | No fou concedit                    | Criolo                          |
| 2012 | Paulo Vanzolini          | Gaby Amarantos / Silva             | Jair Naves                      |
| 2013 | Angela Maria             | Emicida                            | Anitta                          |
| 2014 | Nelson Motta             | Anelis Assumpção                   | Ian Ramil                       |
| 2015 | André Midani             | Emicida                            | Ava Rocha                       |
| 2016 | Rita Lee                 | Céu                                | Mahmundi                        |
| 2017 | João Gilberto            | Rincon Sapiência                   | Pabllo Vittar                   |
| 2018 | Gilberto Gil             | Marcelo D2                         | Duda Beat                       |
| 2019 | Beth Carvalho            | Djonga                             | Ana Frango Elétrico             |
| 2020 | No fou concedit          | Teresa Cristina                    | Jup do Bairro                   |
| 2021 | No fou concedit          | Don L                              | Marina Sena                     |
| 2022 | Milton Nascimento        | Ratos de Porão                     | Rachel Reis                     |
| 2023 | Jards Macalé             | Ludmilla                           | Mateus Fazeno Rock              |

### Premi APCA de Televisió als millors intèrprets protagonistes
| Any  | Millor Actriu                                                    | Millor Actor                                                      |
| ---- | ---------------------------------------------------------------- | ----------------------------------------------------------------- |
| 1972 | Dina Sfat                                                        | Paulo Gracindo                                                    |
| 1973 | Eva Wilma                                                        | Gianfrancesco Guarnieri                                           |
| 1974 | Betty Faria, Susana Vieira                                       | Antônio Fagundes, João José Pompeo, Cláudio Corrêa e Castro       |
| 1975 | Eva Wilma, Irene Ravache, Susana Vieira                          | Tarcísio Meira, Rolando Boldrin                                   |
| 1976 | Betty Faria, Laura Cardoso, Renata Sorrah, Yara Cortes           | Mário Lago, Lima Duarte                                           |
| 1977 | Nicete Bruno, Rosamaria Murtinho                                 | Antônio Fagundes, Carlos Augusto Strazzer, Lima Duarte            |
| 1978 | Cleyde Yáconis, Joana Fomm, Yara Amaral                          | Carlos Alberto Riccelli, Jaime Barcelos                           |
| 1979 | Cleyde Yáconis, Fernanda Montenegro, Regina Duarte, Nicete Bruno | Roberto Bonfim, Paulo Autran                                      |
| 1980 | Dercy Gonçalves, Tônia Carrero, Regina Duarte                    | Jardel Filho, Stênio Garcia                                       |
| 1981 | Fernanda Montenegro, Lilian Lemmertz, Yoná Magalhães             | Tony Ramos, Rubens de Falco                                       |
| 1982 | Cleyde Yáconis, Marília Pêra, Irene Ravache                      | Luiz Gustavo, Reginaldo Faria, Roberto Bonfim, Luís Carlos Arutin |
| 1983 | Fernanda Montenegro, Yara Amaral                                 | Paulo Autran                                                      |
| 1984 | Débora Duarte, Lucinha Lins, Marieta Severo, Nathalia Timberg    | Ney Latorraca, Ary Fontoura, Nuno Leal Maia                       |
| 1985 | Regina Duarte                                                    | Lima Duarte                                                       |
| 1986 | No fou concedit                                                  | No fou concedit                                                   |
| 1987 | Marília Pêra                                                     | Carlos Vereza                                                     |
| 1988 | Glória Pires                                                     | José Mayer                                                        |
| 1989 | No fou concedit                                                  | No fou concedit                                                   |
| 1990 | Jussara Freire                                                   | Cláudio Marzo                                                     |
| 1991 | Glória Pires                                                     | Otávio Augusto                                                    |
| 1992 | Cláudia Abreu                                                    | Armando Bógus                                                     |
| 1993 | Glória Pires                                                     | Antônio Fagundes                                                  |
| 1994 | Irene Ravache                                                    | José Wilker                                                       |
| 1995 | Aracy Balabanian, Laura Cardoso                                  | Edson Celulari                                                    |
| 1996 | Arlete Salles, Drica Moraes                                      | Raul Cortez                                                       |
| 1997 | Eva Wilma                                                        | Ary Fontoura                                                      |
| 1998 | Adriana Esteves                                                  | Tony Ramos                                                        |
| 1999 | Débora Duarte                                                    | Matheus Nachtergaele                                              |
| 2000 | Marieta Severo                                                   | Tarcísio Meira                                                    |
| 2001 | Christiane Torloni                                               | Tony Ramos                                                        |
| 2002 | Eliane Giardini                                                  | Marco Nanini                                                      |
| 2003 | Nívea Maria                                                      | Dan Stulbach                                                      |
| 2004 | Renata Sorrah                                                    | Tony Ramos                                                        |
| 2005 | Fernanda Montenegro                                              | Fúlvio Stefanini                                                  |
| 2006 | Lília Cabral                                                     | Lázaro Ramos                                                      |
| 2007 | Camila Pitanga, Jussara Freire                                   | Wagner Moura, Marcelo Serrado                                     |
| 2008 | Patricia Pillar                                                  | Guilherme Weber                                                   |
| 2009 | Larissa Maciel                                                   | Felipe Camargo                                                    |
| 2010 | Irene Ravache                                                    | Murilo Benício                                                    |
| 2011 | Glória Pires                                                     | Gabriel Braga Nunes                                               |
| 2012 | Adriana Esteves                                                  | José de Abreu                                                     |
| 2013 | Bianca Comparato, Elizabeth Savalla                              | Mateus Solano                                                     |
| 2014 | Cássia Kis Magro                                                 | Irandhir Santos                                                   |
| 2015 | Grazi Massafera                                                  | Alexandre Nero                                                    |
| 2016 | Selma Egrei                                                      | Marco Ricca                                                       |
| 2017 | Juliana Paes                                                     | Júlio Andrade                                                     |
| 2018 | Marjorie Estiano                                                 | Fábio Assunção                                                    |
| 2019 | Débora Bloch                                                     | Flávio Migliaccio                                                 |
| 2020 | Camila Morgado, Tatiana Tiburcio                                 | Eduardo Moscovis                                                  |
| 2021 | Letícia Colin, Paula Cohen                                       | Juan Paiva                                                        |
| 2022 | Isabel Teixeira                                                  | Osmar Prado                                                       |
| 2023 | Sophie Charlotte                                                 | Milhem Cortaz                                                     |

### Premi APCA de Ràdio de la crítica
- 1980 - Henrique Domingues "Almirante"
- 1981 - Paulo Machado de Carvalho
- 1982 - Eldorado AM
- 1983 - Central de Rádio, amb Joaquim Mendonça
- 1984 - Cobertura electoral
- 1985 - Bandeirantes AM [c]
- 1986 - Ferreira Neto
- 1987 - Jovem Pan
- 1988 - Rádio Bandeirantes
- 1989 - Jovem Pan (Cobertura del segrest d'Abílio Diniz)
- 1990 - Bandeirantes AM (Cobertura electoral)
- 1991 - Eldorado AM [c]
- 1992 - Especial Elis Regina (Cultura AM)
- 1993 - CBN [c]
- 1994 - No fou concedit
- 1995 - Osmar Santos
- 1996 - CBN [c]
- 1997 - Bandeirantes AM [c]
- 1998 - Apolo FM [d]
- 1999 - Especial Duke Ellington (Cultura FM) [d]
- 2000 - Rádio Nova FM [d]
- 2001 - De Olho no Mundo (Eldorado AM) [d]
- 2002 - Rádio USP FM [d]
- 2003 - Rádio Bandeirantes [c]
- 2004 - Supertônica, amb Arrigo Barnabé (Cultura FM) [e]
- 2005 - Quadrante, amb Paulo Autran (Rádio Band News FM).
- 2006 - Arnaldo Jabor
- 2007 - Rádio Eldorado AM
- 2008 - Escola Voluntária (Instituto Itaú Cultural i Bandeirantes AM)
- 2009 - Antônio Augusto Amaral de Carvalho
- 2010 - CBN Esporte Clube, amb Juca Kfouri
- 2011 - Rádio CBN
- 2012 - Rádio Bandeirantes
- 2013 - Rádio Rock (89 FM)
- 2014 - Milton Jung
- 2015 - Ricardo Boechat
- 2016 - Bradesco Esportes FM (cobertura dels JJ.OO. de Rio)
- 2017 - Música do Bem - A Nova Brasil tirou o sangue das músicas (Rede Nova Brasil FM)
- 2018 - Pra Cima Deles (Jovem Pam News)
- 2019 - Radar Noticioso (Rede Metropolitana)
- 2020 - José Eduardo Piedade Catalano [f]
- 2021 - Rádio Cultura Brasil
- 2022 - Silvio Di Nardo
- 2023 - Walkíria Brit (Alpha By Night)[f][5]

### Premi APCA d'Arquitectura a la millor obra al Brasil
| Any  | Obra                                           | Ubicació                               |
| ---- | ---------------------------------------------- | -------------------------------------- |
| 2010 | Seu del Sebrae                                 | Brasília                               |
| 2011 | Mirante da Paz - Complexo Elevador Rubem Braga | Rio de Janeiro                         |
| 2012 | Praça das Artes                                | São Paulo                              |
| 2013 | Centro Paula Souza                             | São Paulo                              |
| 2014 | Pont Bayer                                     | São Paulo                              |
| 2015 | Galeria Cláudia Andujar                        | Inhotim                                |
| 2016 | Escola Senai                                   | São Caetano do Sul                     |
| 2017 | Residència d'estudiants Fazenda Canuanã        | Formoso do Araguaia                    |
| 2018 | Campus de la Universidade Federal do ABC       | Santo Andrê                            |
| 2019 | Hospital d'Urgències                           | São Bernardo do Campo                  |
| 2020 | Base Comandant Ferraz                          | Illa Rei Jordi, Antàrtida brasilera    |
| 2021 | Joan Villà, al conjunt de la seva obra         | Joan Villà, al conjunt de la seva obra |
| 2022 | Museu d'Ipiranga                               | Ipiranga                               |

Els premis APCA d'arquitectura van extingir-se l'any 2022.